# Злота-Ґура (Остроленцький повіт)
Злота-Ґура (пол. Złota Góra) — село в Польщі, у гміні Лисе Остроленцького повіту Мазовецького воєводства.
Населення — 53 особи (2011).
У 1975-1998 роках село належало до Остроленцького воєводства.

## Демографія
Демографічна структура станом на 31 березня 2011 року:
|          | Загалом | Допрацездатний вік | Працездатний вік | Постпрацездатний вік |
| -------- | ------- | ------------------ | ---------------- | -------------------- |
| Чоловіки | 23      | 4                  | 14               | 5                    |
| Жінки    | 30      | 6                  | 17               | 7                    |
| Разом    | 53      | 10                 | 31               | 12                   |